# 20Ten Tour
Tournées par Prince
LotusFlow3r Tour
(2009) Welcome 2 America Tour
(2010-2012)
20Ten Tour est une tournée européenne du musicien et chanteur américain Prince qui a eu lieu en 2010 pour la promotion de son album 20Ten.

## Histoire
(octobre 2016).
Si vous disposez d'ouvrages ou d'articles de référence ou si vous connaissez des sites web de qualité traitant du thème abordé ici, merci de compléter l'article en donnant les références utiles à sa vérifiabilité et en les liant à la section « Notes et références ».
Durant le mois de juillet 2010 , la tournée jouera au Danemark, en Allemagne, en France, en Belgique ainsi qu'au Portugal Larry Graham, Mint Condition et New Power Generation ont assuré la première partie des concerts. Le spectacle a été créé et répété à Paisley Park avant le début de la tournée.

## Liste des chansons
(octobre 2016).
Si vous disposez d'ouvrages ou d'articles de référence ou si vous connaissez des sites web de qualité traitant du thème abordé ici, merci de compléter l'article en donnant les références utiles à sa vérifiabilité et en les liant à la section « Notes et références ».
1. Intro
2. Let's Go Crazy
3. Delirious
4. 1999
5. "Shhh"
6. Controversy
7. Take Me With U
8. Raspberry Beret
9. Cream
10. Don't Stop 'Til You Get Enough, reprise de Michael Jackson
11. Let's Work
12. U Got the Look
13. Purple Rain

Rappel 1
1. If I Was Your Girlfriend
2. Little Red Corvette
3. Kiss

Rappel 2
1. A Love Bizarre
2. The Bird
3. Jungle Love

Rappel 3
1. Dance (Disco Heat) (reprise de Sylvester)
2. Baby I'm A Star

## Groupe
(octobre 2016).
Si vous disposez d'ouvrages ou d'articles de référence ou si vous connaissez des sites web de qualité traitant du thème abordé ici, merci de compléter l'article en donnant les références utiles à sa vérifiabilité et en les liant à la section « Notes et références ».
- Prince : chant et guitare
- Dunham Coleman Cora : batterie (première partie)
- John Blackwell : batterie (deuxième partie)
- Josh Duhamel : basse (première partie)
- Ida Nielsen (en) : basse (deuxième partie)
- Cassandra O'Neal (en) : claviers
- Hayes Morris : claviers
- Renato Neto : claviers (deuxième partie)
- Shelby Johnson (en) : chant
- Elisa Dease : chant
- Liv Warfield : chant
- Frédéric Yonnet : harmonica
- Sheila E. : percussions et chant (deuxième partie)

Pour des raisons inconnues, Sheila E. arrête après le 22 octobre.

## Dates des concerts
(octobre 2016).
Si vous disposez d'ouvrages ou d'articles de référence ou si vous connaissez des sites web de qualité traitant du thème abordé ici, merci de compléter l'article en donnant les références utiles à sa vérifiabilité et en les liant à la section « Notes et références ».
| Date             | Ville         | Pays                |  | Salle                 | Audience |
| ---------------- | ------------- | ------------------- |  | --------------------- | -------- |
| 4 juillet 2010   | Roskilde      | Danemark            |  | Festival de Roskilde  | 60 000   |
| 5 juillet 2010   | Berlin        | Allemagne           |  | Waldbühne             | 17 500   |
| 9 juillet 2010   | Arras         | France              |  | Citadelle d'Arras     | 22 000   |
| 10 juillet 2010  | Werchter      | Belgique            |  | Rock Werchter         | 37 000   |
| 10 juillet 2010  | Bruxelles     | Belgique            |  | Viage Theatre         | 360      |
| 13 juillet 2010  | Vienne        | Autriche            |  | Stadthalle            | 13 000   |
| 18 juillet 2010  | Lisbonne      | Portugal            |  | Super Bock Super Rock | 32 000   |
| 22 juillet 2010  | Paris         | France              |  | New Morning           | 500      |
| 25 juillet 2010  | Nice          | France              |  | Stade Charles-Ehrmann | 12 000   |
| 25 juillet 2010  | Cannes        | France              |  | Palais Club           | 3 000    |
| 18 octobre 2010  | Bergen        | Norvège             |  | Vestlandshallen       | 9 000    |
| 20 octobre 2010  | Frederiksberg | Danemark            |  | Forum København       | 10 000   |
| 20 octobre 2010  | Copenhague    | Danemark            |  | Amager Bio            | 850      |
| 22 octobre 2010  | Herning       | Danemark            |  | MCH Multi-Arena       | 13 000   |
| 2 novembre 2010  | Rome          | Italie              |  | PalaLottomatica       | 8 000    |
| 3 novembre 2010  | Milan         | Italie              |  | Mediolanum Forum      | 8 000    |
| 6 novembre 2010  | Bruxelles     | Belgique            |  | Viage Theatre         | 1 000    |
| 8 novembre 2010  | Anvers        | Belgique            |  | Palais des sports     | 14 391   |
| 12 novembre 2010 | Abou Dabi     | Émirats arabes unis |  | Skybar At The Forum   | 1 000    |
| 14 novembre 2010 | Abou Dabi     | Émirats arabes unis |  | Yas Arena             | 30 000   |
| 18 novembre 2010 | Arnhem        | Pays-Bas            |  | Gelredome             | 28 000   |

## Box office
(mars 2025).
 (octobre 2016).
Si vous disposez d'ouvrages ou d'articles de référence ou si vous connaissez des sites web de qualité traitant du thème abordé ici, merci de compléter l'article en donnant les références utiles à sa vérifiabilité et en les liant à la section « Notes et références ».

## Annulations
(mars 2025).
 (octobre 2016).
Si vous disposez d'ouvrages ou d'articles de référence ou si vous connaissez des sites web de qualité traitant du thème abordé ici, merci de compléter l'article en donnant les références utiles à sa vérifiabilité et en les liant à la section « Notes et références ».
- Le 12 juillet, un concert était prévu au Stade de Genève en Suisse. Il fut d'abord reporté au 23 juillet et fut annulé deux jours avant la date à cause de mésententes avec le promoteur et du manque de vente des billets.
- Un concert en Autriche était prévu à Linz le 13 juillet au Stade de Gugl. Il fut reporté, mais il n'a jamais eu lieu finalement.
- Il est arrivé la même chose au concert prévu à Helsinki le 15 octobre à l'Arène Hartwall.
- Les billets de 5 concerts en Afrique du Sud ont été mis en vente sur un site, mais ces concerts n'ont jamais eu lieu. On ignore s'ils ont été annulés ou si c'était une arnaque. Ils devaient être donnés du 20 au 27 novembre.